# I Liga Canaria de Fútbol Americano
La Liga Canaria de Fútbol Americano 2017 è la 1ª edizione del campionato di football americano, organizzato dalla FFyFA en Canarias.

## Squadre partecipanti
| Club                     | Città                      | Stadio | Sponsor ufficiale |
| ------------------------ | -------------------------- | ------ | ----------------- |
| Templars de Gran Canaria | Ingenio                    |        |                   |
| Seaknights de Tenerife   | San Cristóbal de La Laguna |        |                   |
| Pegasos Tenerife         | San Cristóbal de La Laguna |        |                   |

## Stagione regolare

### Calendario

#### 1ª giornata
| Montaña Pacho 19 febbraio 2017 | Seaknights de Tenerife | 14 – 22 | Templars de Gran Canaria | Campo Municipal Montaña Pacho |

#### 2ª giornata
| El Rosario 12 marzo 2016, ore 12:00 WEST | Pegasos Tenerife | 12 – 30 | Seaknights de Tenerife | Campo Municipal La Esperanza |

#### 3ª giornata
| Ingenio 2 aprile 2017, ore 12:30 WEST | Templars de Gran Canaria | 26 – 22 | Pegasos Tenerife | Campo Municipal Cristobal Herrera |

#### 4ª giornata
| 16 aprile 2017 | Seaknights de Tenerife | 7 – 0 () | Pegasos Tenerife | Campo Municipal Montaña Pacho |

#### 5ª giornata
| Ingenio 7 maggio 2017, ore 12:30 WEST | Templars de Gran Canaria | 20 – 14 | Seaknights de Tenerife | Campo Municipal Cristobal Herrera |

#### 6ª giornata
| 11 giugno 2017 | Pegasos Tenerife | 7 – 0 (a tavolino) | Templars de Gran Canaria | Campo municipal de El Tablero |

### Classifica
La classifica della regular season è la seguente:
- PCT = percentuale di vittorie, G = partite giocate, V = partite vinte,  P = partite perse, PF = punti fatti, PS = punti subiti

| Pos. | Squadra                  | PCT   | G | V | N | P | PF | PS |
| ---- | ------------------------ | ----- | - | - | - | - | -- | -- |
| 1    | Templars de Gran Canaria | 1.000 | 4 | 3 | 0 | 1 | 68 | 57 |
| 2    | Seaknights de Tenerife   | .500  | 4 | 2 | 0 | 2 | 65 | 54 |
| 3    | Pegasos Tenerife         | .000  | 4 | 1 | 0 | 3 | 41 | 63 |

## I CanaryBowl
| Ingenio 2 luglio 2017, ore 12:00 WEST | Templars de Gran Canaria | 7 – 0 () | Seaknights de Tenerife | Campo Municipal Cristobal Herrera |

## Verdetti
- Templars de Gran Canaria Campioni della LCFA